# Manataria distincta
Manataria distincta är en fjärilsart som beskrevs av Percy I. Lathy 1918. Manataria distincta ingår i släktet Manataria och familjen praktfjärilar. Inga underarter finns listade i Catalogue of Life.